# الاحتلال الألماني لألبانيا
المملكة الألبانية (ب[Mbretëria Shqiptare] خطأ: {{اللغة-؟؟}}: النص يحتوي على علامة مائلة (مساعدة)) (بالألمانية: Königreich Albanien) كانت دولة مستقلة بحكم القانون، وقد تواجدت من 1943 حتى 1944. قبل الهدنة بين إيطاليا وقوات الحلفاء في 8 سبتمبر 1943، كانت ألبانيا اتحادًا شخصيًا بحكم القانون، وكانت تحت سيطرة مملكة إيطاليا بحكم الأمر الواقع. بعد الهدنة وخروج إيطاليا من تحالف المحور، دخلت القوات الألمانية ألبانيا وأصبحت ضمن النفوذ الألماني.
فضَّل الألمان الجبهة الوطنية عن قانونيي أحمد زوغو وبالتالي جعلوا الجبهة الوطنية مسؤولة عن ألبانيا تحت الحكم الألماني. ألبانيا في ظل حكم الجبهة الوطنية ضمت معظم كوسوفو وأيضًا غرب مقدونيا ومدينة توتين في صربيا الوسطى وقطاع من شرق الجبل الأسود. كانت سياسة الجبهة الوطنية أن تكون جميع المناطق الألبانية ضمن حكم دولة واحدة.

## خلفية تاريخية

### الغزو الألماني وتشكيل ألبانيا الألمانية
شرع الفيرماخت برسم سلسلة من الخطط العسكرية ترقبًا لهذا الغزو من أجل اتخاذ إجراءات ضد المعاقل الإيطالية في البلقان وأطلق على سلسلة الخطط هذه اسم «كونستانتين». إضافة إلى هذا، كانت هناك تحركات مباشرة بهذا الصدد؛ إذ أُرسلت وحدات من الاستخبارات العسكرية الألمانية (الأبفير) من الفصيل الثاني إلى مدينة ميتورفيتسا (تُعرف حاليًا باسم كوسوفو) في أبريل من عام 1943 في محاولة لكسب دعم الجماهير الألبانية الساخطة على الإيطاليين. وفي خطوة مباشرة أكثر، احتل الجيش الألماني المطارات والموانئ الألبانية خلال شهري يوليو وأغسطس، بحجة حماية ألبانيا الإيطالية من غزو قوات حلفاء الحرب العالمية الثانية. كان هناك نحو 6000 جندي ألماني في ألبانيا بحلول منتصف شهر أغسطس من نفس العام. كان تعيين عمدة مدينة فيينا السابق، هيرمان نويباخر، كمبعوث خاص ليواخيم فون ريبنتروب في منطقة جنوب شرق أوروبا أول خطوة سياسية لوزارة الخارجية قبل الغزو.
أصبح نويباخر، ذو الدور الفعال في البلقان بعد شغله منصب مبعوث هتلر للشؤون الاقتصادية في تلك المنطقة، من الشخصيات الألمانية الأساسية في منطقة البلقان خلال النصف الثاني من الحرب. مع ذلك، لم تكن ألبانيا ضمن الدول الواقعة تحت مسؤوليته حتى العاشر من شهر سبتمبر. بعيدًا عن تعيين نويباخر، أُرسل الرائد فرانز فون شيغر إلى ميتروفيتسا. كان الرائد شيغر، والذي زار ألبانيا سابقًا بصفته ضابطًا سابقًا في الجيش النمساوي المجري، على معرفة شخصية بالعديد من السياسيين الألبانيين ذوي النفوذ في فترة ما بين الحربين العالميتين.
خطط الألمان لإنشاء دولة ألبانية مستقلة ومحايدة ومحكومة من قبل إدارة صديقة للألمان. اندلعت الحرب بين أتباع الحزب القومي الألباني (والذي كان مدعومًا من قبل جيش التحرير الوطني اليوغوسلافي، والذين كانوا مدعومين بدورهم من قبل قوات تحالف الحرب العالمية الثانية) وبين البالي كومبيتار.
بعد استسلام القوات الإيطالية المسلحة في 8 سبتمبر من عام 1943، احتلت القوات الألمانية ألبانيا بسرعة وبفرقتين عسكريتين فقط. شكل الألمان «حكومة محايدة» بالتعاون مع البالي كومبيتار في مدينة تيرانا.
كان احتلال ألبانيا ضروريًا. لم نأت إلى ألبانيا كأعداء بل كأصدقاء، ولا يوجد سبب يدعوكم إلى الخوف. سنترك ألبانيا حالما نرى ذلك ضروريًا. سنترككم أحرارًا في جميع شؤونكم الداخلية ولن نتدخل فيها. نسألكم الطاعة وسنعاقب أولئك الذين يخالفون أوامرنا.
— خطاب ماكسيميليان فون فايشس للألبانيين في 10 سبتمبر 1943

### دولة ألبانيا المستقلة
عقد الألمان العزم على تشكيل إدارة مستقلة، وسعوا جاهدين لإقناع القادة الألبان بتشكيل حكومة من أجل أن يسيطر الألمان أنفسهم على إدارة البلاد. تردد العديد من القادة الألبانيين، خاصة بعد أن انتشرت إشاعات تفيد باستعداد القوات البريطانية المسلحة لغزو ألبانيا. مع ذلك، كان القادة الألبان من مدينة كوسوفو أكثر رغبة في التعاون، وذلك بسبب إدراكهم لحقيقة عودة الحكم اليوغوسلافي بمجرد هزيمة الألمان. أسست الحكومة تحت قيادة كل من إبراهيم بيشاكيو من مدينة إلباسان وكافو بيغ أولكيني وبدري بيجاني وظافر ديفا من مدينة كوفسوفو. بدأ المجلس الوطني بالعمل في أكتوبر 1943 وتكون من 243 عضوًا، وانتخبوا أربعة أعضاء لتشكيل مجلس الوصاية الأعلى لحكم البلاد.
كفلت وعود الألمان الحفاظ على الحدود الألبانية لعام 1941، وضمانات «عدم التدخل» بالإدارة الألبانية، وموالاة معظم الألبان للألمانيين (يعود هذا الولاء إلى السنوات قبل الحرب العالمية الأولى وأثناءها، عندما ساندت الإمبراطورية النمساوية المجرية استقلال الدولة الألبانية من خلال سياساتها الخارجية)، إلى تمتع الحكومة الجديدة بكم هائل من الدعم الشعبي في بادئ الأمر. نجحت الحكومة الجديدة، والتي وعدت بالتزام الحياد في الحرب، باستعادة قدر لا بأس به من الاستقرار. عادت إدارة الدولة والنظم القضائية إلى العمل مجددًا وأعادت المدارس الألبانية فتح أبوابها أمام الطلاب في المناطق الشمالية والوسطى من ألبانيا. اتُخذت الخطوات اللازمة لإجراء إصلاح زراعي في ألبانيا.
بذل الألمان جهدًا حقيقيًا كان ضارًا بهم، لترك انطباع لدى الألبانيين بأنهم امتلكوا قدرًا معينًا من الاستقلالية. لم يكن هناك جهد لتجنيد العمال من ألبانيا قسريًا وأخذهم للعمل في الرايخ، خاصة وأن هذا لا يتناسب مع مفهوم الاستقلالية الألبانية. توصل الوصي فراشيري إلى اتفاق مع الألمان في فبراير 1944، واشترط عدم ترحيل السجناء الألبانيين خارج البلاد. لم يلتزم الألمان دائمًا بهذه الاتفاقية، وخاصة في نهاية عام 1944. تماشيًا مع سياسات نويباخر تجاه ألبانيا، لم تشع أعمال الانتقام من السكان المحليين نتيجة للهجمات على الجيش الألماني، ولم تكن بنفس القدر من الوحشية كما في الأراضي المحتلة الأخرى.
تفاوض فراشيري مع الألمان للحصول على أكبر قدر من الاستقلالية منهم وتمكن من إقناع نويباخر للاعتراف بالحيادية «النسبية» والسيادة «النسبية» لألبانيا. كان موقف ألبانيا السياسي مشابهًا لموقف كرواتيا وسلوفاكيا، وذلك بامتلاكهم لسيادة نسبية تحت الحكم النازي الألماني. في نهاية شهر نوفمبر من عام 1943، طلبت الحكومة الألبانية من الألمان مساعدتهم في إقناع المملكة البلغارية في توسيع نطاق اعترافهم بالدولة الجديدة، ووافق الألمان على ذلك. في الوقت ذاته، بدأ فراشيري بمباحثات لتأسيس علاقات دبلوماسية مع سويسرا وتركيا. تسبب هذا بانزعاج وزارة الخارجية الألمانية والتي أشارت إلى عدم إمكانية مفاتحة هذه الدول المحايدة، ولكن كان من الممكن أن تطلب من الدول الواقعة تحت السيطرة الألمانية أن توسع نطاق اعترافها. وسع نظام أنتي بافليتش الأستاشي في كرواتيا من نطاق اعترافه بألبانيا بعد ذلك بفترة قصيرة.

### المقاومة الحزبية والحرب الأهلية
كان على الحكومة الجديدة والألمان أن يكافحوا جبهة التحرير القومية الشيوعية وتمكنوا في النهاية من إرغام العديد من المقاومين القوميين على الانحياز إلى صفهم. شن الألمان سلسلة من الأعمال الهجومية ضد المتحزبين، والذين تركزوا في جنوب ألبانيا وبدرجة أقل في وسط ألبانيا. ابتدأت أول عملية هجومية، سُميت باسم «العملية 505»، في نوفمبر من عام 1943 لتطهير منطقة بيزا من المتحزبين وإزالة الخطر المحدق بطريق دوريس-تيرانا. بعد مرور ثمانية أيام، أعلن الألمان نجاح الحملة العسكرية ومقتل نحو 100 من «قطاعي الطرق» وأسر أكثر من 1,650 منهم، وسُلموا إلى السلطات المدنية الألبانية وفقًا لاتفاقية سابقة بين الطرفين. اشتركت قوات البالي كومبيتار في قتال المتحزبين في حملة الشتاء العسكرية ووجد أتباع جبهة التحرير القومية الشيوعية أنفسهم في مأزق في نهاية الشتاء.
كان تدمير جبهة التحرير الوطنية وشيكًا من قبل الألمان والقوات القومية، وذلك بعد أن عانت الوحدات العسكرية الهاربة من نقص في الغذاء والملابس والعتاد (فلم يتمكن الحلفاء من إعادة تزويدهم بالإمدادات من الجو). مع انتهاء شهر يناير، قدر الألمان وقوع 2,239 قتيل من المتحزبين و401 قتيل في فبراير و236 في مارس. كانت جميع محافظات الدولة الجديدة، باستثناء مدينة جيروكاستر في الجنوب، تحت سيطرة الحكومة الألبانية. أقر أنور خوجة بنفسه أن «الوضع صعب».

### نهاية الحرب العالمية الثانية وبداية الشيوعية
استمر نجاح حملة الشتاء العسكرية لفترة قصيرة، وأثبت المتحزبون أنهم أكثر صمودًا مما تخيل الألمان والبريطانيون والعديد من الألبان. بدأ الألمان بخسارة الحرب مع تأسيس الحلف الكبير. مع ميل كفة القوة لصالح الشيوعيين، شن المتحزبون هجمومًا شاملًا على الألمان والبالي كومبيتار. لاحظ ضباط الاتصال البريطانيون استعمال الشيوعيين للأسلحة المقدمة في قتال أبناء جلدتهم من الألبانيين أكثر من قتال الألمان. أشار الغرب إلى عدم تمكن الشيوعيين من الفوز بالحرب لولا الإمدادت والأسلحة التي كانت تصل إليهم من بريطانيا وأمريكا ويوغوسلافيا، إضافة إلى عدم توانيهم عن قتل أبناء بلدهم.